# Старченко Сергій Олександрович
Сергі́й Олекса́ндрович Ста́рченко — український військовослужбовець, підполковник Збройних сил України, учасник російсько-української війни, що відзначився під час російського вторгнення в Україну 2022 року, Герой України з врученням ордена «Золота Зірка» (2022).

## Життєпис

### Російське вторгнення в Україну 2022
У березні 2022 року на Донеччині зведений підрозділ під його керівництвом вступив в оборонний бій, який тривав понад вісім з половиною годин. Під час бою підполковник Сергій Старченко професійно й точно корегував роботу артилерії, передаючи координати для ураження озброєння, техніки та живої сили противника. Після того як частину сил зведеного підрозділу відрізав противник, який упритул наближався до пункту управління боєм, підполковник викликав вогонь артилерії на себе. Його підрозділ зумів перегрупуватися й дати гідну відсіч окупантам. Таким чином, не шкодуючи свого життя, підполковник Сергій Старченко зберіг людей і техніку свого підрозділу, а противнику не вдалося прорватися й зайняти населений пункт Благодатне Донецької області. Крім того, під керівництвом підполковника вибили противника з населеного пункту Ольгинка, а згодом Сергій Старченко організував плановий відхід зведених підрозділів бригади в раніше визначені райони оборони, зберігши життя та здоров'я особового складу, техніку та озброєння. Наразі механізований батальйон під керівництвом Сергія Старченка тримає оборону на Донеччині.

## Нагороди
- звання Герой України з врученням ордена «Золота Зірка» (4 квітня 2022) — за особисту мужність і героїзм, виявлені у захисті державного суверенітету та територіальної цілісності України, вірність військовій присязі[3].
- «Почесний громадянин Кривого Рогу»[4].